# Una realtà separata
Una realtà separata è il secondo libro pubblicato dallo scrittore peruviano Carlos Castaneda dopo il successo de Gli insegnamenti di don Juan. In esso, egli racconta di come abbia deciso di riprendere l'apprendistato che aveva interrotto presso l'indiano sciamano Juan Matus, descrivendo le sue nuove avventure, capitategli tra il 1968 e il 1970 nella regione messicana di Sonora.

## Contenuto
Dopo la pubblicazione del suo primo libro, Gli insegnamenti di Don Juan, il 2 aprile 1968 Carlos Castaneda, che scrive di sé in prima persona, tornò a fare visita al suo maestro Don Juan Matus, dopo due anni che non si vedevano, per mostrargliene una copia.
Quella visita, che gli fece constatare quanto aveva da guadagnare da una ripresa di contatto con la saggezza e l'umorismo dello stregone, lo convinse seppur timidamente a riprendere l'apprendistato presso di lui. Pochi anni prima, infatti, nel 1965 egli l'aveva abbandonato a seguito di un'esperienza traumatica con una strega che lo stesso Don Juan aveva finto di impersonare.
Ma adesso lo scrittore si rese conto che non aveva senso rinunciare a quegli insegnamenti, miranti a farlo diventare un «uomo di sapere», anche perché, una volta iniziata quella via, «non c'è un altro modo di vivere».

### I preliminari delvedere
Il ritorno all'apprendistato fu tuttavia graduale. Nella prima parte del libro Don Juan preparò Castaneda ai nuovi insegnamenti, spiegandogli che il modo migliore di diventare un «uomo di sapere» è mettere da parte le proprie paure e assumere un atteggiamento da guerriero, il quale, una volta che adotta una decisione, la porta avanti senza più ripensamenti, guidato dal suo inflessibile «intento». Per farlo, gli consigliò di diventare uno stregone, ma la cosa migliore sarebbe stata riuscire a «vedere», intendendo con questo termine la capacità di percepire realtà che la gente comune solitamente non vede, limitandosi a guardare.
Gli fece anche la proposta di sottoporsi nuovamente ad un mitote, cioè ad una cerimonia di ingestione del peyote, il cactus dal potere allucinatorio detto anche mescalito, che Castaneda tuttavia respinse, preferendo assistere da spettatore all'iniziazione di Eligio, un giovane contadino amico di Lucio, il nipote di don Juan, descritto invece come scettico e alquanto sarcastico sulle capacità del nonno.
Una volta che si apprenda a vedere, Don Juan spiegò che gli uomini appaiono come un insieme di fibre di luce, le quali partono dall'altezza dell'ombelico e circondano con la loro luminosità ovoidale tutto l'essere della persona. Diversi appaiono invece i cosiddetti «alleati», cioè gli spiriti di cui uno stregone si serve per raggiungere i suoi scopi, i quali si mostrano come se fossero persone in carne e ossa, ma il veggente sa distinguerli proprio perché non consistono di fasci di luce. Castaneda descrive di essersi invece tratto in inganno quando ricevette da Don Vicente, uno stregone amico di don Juan, delle piante in regalo, in realtà alleati che si materializzarono quando era sceso dalla macchina per trapiantarne una lungo la strada di ritorno.
Don Juan mostrò di dolersi quando seppe che Castaneda aveva sprecato così quel regalo di potere, oltretutto pericoloso. Per maneggiare un alleato, come ad esempio il fumino utilizzato da Castaneda nelle precedenti esperienze, occorreva prima imparare a vedere. E spiegò come tale visione renda l'uomo di sapere indifferente di fronte a ogni evento, soprattutto alla sua morte, facendogli vivere la sua vita come una sorta di «follia controllata».
Nell'ottobre 1968 lo scrittore venne introdotto anche ad un altro brujo o stregone di nome Don Genaro, amico di Don Juan, dal quale si erano recati a fargli visita. Personaggio simpatico ed eccentrico, che riusciva a star seduto «sulla testa», Don Genaro parlò a Castaneda dei dieci strati di cui consisteva l'«altro mondo», quindi si esibì in un'arrampicata lungo una parete rocciosa fino alla sommità di una cascata per cercare di stimolare in lui la visione del modo in cui utilizzava i tentacoli luminosi fuoriuscenti dalla propria pancia per tenersi in equilibrio, ma anche in quest'occasione Castaneda non vide nulla.

### Il compito delvedere
Spinto dalla voglia di vedere, Castaneda accettò di ricorrere al fumino, cioè di tornare a fumare la pipa speciale di Don Juan, contenente una miscela di funghi allucinogeni della specie psilocybe mexicana.
Don Juan gli spiegò che il fumino l'avrebbe aiutato a vedere il «guardiano della soglia», cioè il custode di un mondo parallelo al nostro. E constatò che Castaneda non aveva più paura di penetrare in quelle dimensioni, perché ora egli temeva soltanto di perdere la propria lucidità, ovvero il secondo ostacolo sul cammino per diventare un uomo di sapere.
Fumata dunque la mistura, Castaneda si imbatté in un essere mostruoso, dalle fattezze di una zanzara ma dalle dimensioni gigantesche. Don Juan gli spiegò che quello era il guardiano dell'altro mondo, che avrebbe dovuto cercare di sconfiggere. Per il resto lo scrittore sperimentò la stessa sensazione, provata anni prima, di riuscire a penetrare dentro l'essenza degli oggetti, imparando stavolta a controllare i propri movimenti durante quella condizione alterata. Dopo vari esperimenti col fumino, tuttavia, il guardiano lo avvertì di stare lontano mostrandogli un colore disgustoso sul dorso, quindi lo assalì.
Da allora Don Juan ritenne prudente evitare ogni incontro futuro col guardiano, perché avrebbe potuto rapire per sempre Castaneda nel suo mondo. Il problema dello scrittore era che agiva senza responsabilità, dando troppa importanza ai propri pensieri, mentre il vedere avrebbe dissipato in lui ogni illusione sia di successo che di sconfitta. Castaneda fu indotto allora a ricordarsi di come avesse rinunciato ad ogni vittoria quando da piccolo aveva commesso delle malvagità gratuite verso un suo coetaneo, di cui si era pentito amaramente. Don Juan gli spiegò che sono solo i nostri pensieri a renderci vittime o persecutori.
Un'altra avventura col fumino in cui Castaneda venne coinvolto fu l'utilizzo dell'acqua come strumento per muoversi al suo interno «cavalcando» delle bolle. A tal fine Don Juan si recò dapprima da uno «spirito dell'acqua» insieme al proprio allievo per intecedere in suo favore, suonando un apposito «acchiappaspiriti», cioè un tendine di cinghiale che emetteva dei suoni penetranti e quasi soprannaturali. Aiutato dallo spirito, lo scrittore riuscì così alcune volte a penetrare nell'acqua, vedendo una nebbia verde che lo avvolgeva. Abbandonatosi tuttavia a quella sensazione, rischiò seriamente di restarne intrappolato per sempre.
Don Juan tornò ad ammonirlo che chi si avventura sul sentiero della conoscenza deve imparare a fare affidamento solo sulla propria volontà, la quale è una forza che esce dal ventre e con cui ci relazioniamo al mondo, mentre i mezzi della vita ordinaria, usati dalla gente come una sorta di «scudi», non gli possono più servire da sostegno. Per imparare a vedere un guerriero doveva essere disposto a staccarsi da tutto, ricorrendo al pensiero della propria morte, sapendo che ogni strada è indifferente, e quindi scegliendo di percorrere con convinzione solo quelle che avevano «un cuore» per lui.
Non potendo più toccare l'acqua per diversi mesi, nell'autunno 1969 Castaneda fu coinvolto in un altro tipo di esperimento, in una macchia desertica dove sotto l'effetto del fumino vide un uomo in un campo arato, in realtà un alleato, che si dirigeva verso di lui per donargli un acchiappaspiriti. Siccome quella figura gli sarebbe apparsa altre volte cogliendolo impreparato, da allora Don Juan rimase il più possibile in sua compagnia per dare rinforzo alla sua volontà indebolita. La stessa visione apparve allo scrittore quando si recarono in una valle dove Don Juan prese a far suonare la propria cordicella acchiappaspiriti, inducendo l'allievo a concentrarsi sugli intervalli o «buchi» tra i suoni, che si fusero magicamente con gli spazi tra le colline situate a sud-est. Tali buchi erano gli strumenti attraverso cui gli alleati rivelavano dei significati segreti, a condizione di essere in buoni rapporti con tutti gli esseri viventi del pianeta, e di saper esercitare la pratica del «silenzio».
Castaneda infine, dopo essersi impegnato per qualche tempo a zittire il proprio dialogo interiore, fu condotto dal suo maestro in quel canyon dove era la dimora dell'alleato. La prima notte accesero un fuoco, ma quel che apparve fu soltanto uno spirito silenzioso e inutile, al quale generalmente se ne associava un altro sgradevole, incline ad infestare le case, sicché entrambi scapparono via. Quel che interessava loro era rinvenire un terzo tipo di spiriti, dotato di vero potere, che Castaneda avrebbe dovuto cercare di sottomettere. Rimasto solo, lo sentì finalmente venirgli incontro da sud-est, ma trovandosi impreparato, gli toccò fuggire e quindi rannicchiarsi, subendo le sue vessazioni durante tutta una notte.
Dopo quell'esperienza traumatica, Castaneda non tornò più in Messico per vari mesi, finché la sua debolezza, dovuta all'apertura della sua fessura sullo stomaco da cui perdeva forza di volontà, non si rimarginò.

## Edizioni
- Carlos Castaneda, Una realtà separata (1971), trad. it. di Marina Panatero e Tea Pecunia Bassani, Milano, Rizzoli, 20001 ISBN 978-88-17-06473-6.